# Phil Neville
Phillip Neville (Bury, 21 de janeiro de 1977) é um treinador e ex-futebolista inglês. Atualmente está no Portland Timbers

## Carreira
Nasceu em uma família de futebolistas: o pai, Neville Neville, jogou críquete. Phil tem uma irmã gêmea, Tracey Neville, ex-jogadora de netball, e, com o irmão mais velho, Gary Neville, defendeu o Manchester United até 2005, fazendo desde então parte do elenco do clube azul de Liverpool.
Apesar de ter ido a três Eurocopas pela Seleção Inglesa, acabou sendo sempre preterido em convocações para Copas do Mundo: tinha boas chances de estar na de Copa do Mundo de 1998, mas na última hora Glenn Hoddle preferiu deixá-lo de fora, assim como ao polêmico Paul Gascoigne, que teria consolado Phil. Na de 2002, nenhum dos irmãos Neville foi chamado.
Sua falta de espaço na Seleção foi agravada quando transferiu-se do Manchester United, justamente por já não ter tantas oportunidades também ali, para o Everton em 2005. Na  Copa do Mundo de 2006, foi chamado por Sven-Göran Eriksson para ficar entre os cinco reservas do English Team, escolhidos na eventualidade de algum corte dos 23 selecionados ao mundial da Alemanha.
Deixou os gramados ao fim da temporada de 2013. Torna-se, em seguida, auxiliar técnico de David Moyes no Manchester United. É assistente técnico do Manchester United.

## Títulos

### Manchester United
- Premier League: 1995–96, 1996–97, 1998–99, 1999–00, 2000–01 e 2002–03
- Copa da Inglaterra: 1995–96, 1998–99 e 2003–04
- Supercopa da Inglaterra: 1996, 1997 e 2003
- Liga dos Campeões da UEFA: 1998–99
- Copa Intercontinental: 1999